# Flamingo (Flamin' Groovies)
| Recensione                        | Giudizio    |
| --------------------------------- | ----------- |
| AllMusic                          | [ 1 ]       |
| Robert Christgau                  | B+          |
| The New Rolling Stone Album Guide | [ 3 ]       |
| Sputnikmusic                      | 3.4 (Great) |
| Piero Scaruffi                    | [ 5 ]       |
| Dizionario del Pop-Rock           | [ 6 ]       |
| 24.000 dischi                     | [ 7 ]       |

Flamingo è il secondo album discografico dei Flamin' Groovies, pubblicato dall'etichetta discografica Kama Sutra Records nel luglio del 1970.

## Tracce

### LP
Lato A
1. Gonna Rock Tonite – 4:42 (Roy A. Loney)
2. Comin' After Me – 3:30 (Roy Loney, Cyril Jordan)
3. Headin' for the Texas Border – 5:06 (Roy Loney, Cyril Jordan)
4. Sweet Roll Me on Down – 2:12 (Roy Loney, Cyril Jordan)
5. Keep a Knockin' – 2:12 (Richard Penniman)

Lato B
1. Second Cousin – 3:18 (Roy A. Loney)
2. Childhood's End – 2:22 (Roy A. Loney)
3. Jailbait – 4:15 (Roy Loney, Cyril Jordan)
4. She's Falling Apart – 4:50 (Roy A. Loney)
5. Road House – 5:35 (Roy Loney, Cyril Jordan)

### CD
Edizione CD del 1990, pubblicato dalla Big Beat Records (CDWIK 925)
1. Gonna Rock Tonite – 4:46 (Roy A. Loney)
2. Comin' After Me – 3:31 (Roy Loney, Cyril Jordan)
3. Headin' for the Texas Border – 5:08 (Roy Loney, Cyril Jordan)
4. Sweet Roll Me on Down – 2:13 (Roy Loney, Cyril Jordan)
5. Keep a Knockin' – 2:15 (Richard Penniman)
6. Second Cousin – 3:21 (Roy A. Loney)
7. Childhood's End – 2:26 (Roy A. Loney)
8. Jailbait – 4:16 (Roy Loney, Cyril Jordan)
9. She's Falling Apart – 4:49 (Roy A. Loney)
10. Road House – 5:37 (Roy Loney, Cyril Jordan)
11. Walking the Dog – 3:28 (Rufus Thomas) – Traccia bonus
12. Somethin Else – 3:00 (Sharon Sheeley, Bob Cochran) – Traccia bonus
13. My Girl Josephine – 2:08 (Fats Domino, Dave Bartholomew) – Traccia bonus
14. Louie Louie – 6:48 (Richard Berry) – Traccia bonus
15. Rockin' Pneumonia and the Boogie Woogie 'Flu – 3:01 (Huey Smith, John Vincent) – Traccia bonus
16. Going Out Theme – 3:40 (Roy Loney, Cyril Jordan, Danny Mihm, George Alexander, Tim Lynch) – Traccia bonus - Versione 2

Edizione CD del 1999, pubblicato dalla Buddah Records (74321 71691 2)
1. Gonna Rock Tonite – 4:48 (Roy A. Loney)
2. Comin' After Me – 3:34 (Roy Loney, Cyril Jordan)
3. Headin' for the Texas Border – 5:10 (Roy Loney, Cyril Jordan)
4. Sweet Roll Me on Down – 2:13 (Roy Loney, Cyril Jordan)
5. Keep a Knockin' – 2:17 (Richard Penniman)
6. Second Cousin – 3:19 (Roy A. Loney)
7. Childhood's End – 2:25 (Roy A. Loney)
8. Jailbait – 4:20 (Roy Loney, Cyril Jordan)
9. She's Falling Apart – 4:52 (Roy A. Loney)
10. Road House – 5:38 (Roy Loney, Cyril Jordan)
11. My Girl Josephine – 2:10 (Fats Domino, Dave Bartholomew) – Traccia bonus
12. Around and Around – 3:04 (Chuck Berry) – Traccia bonus
13. Rockin' Pneumonia and the Boogie Woogie Flu – 3:03 (Huey Smith, John Vincent) – Traccia bonus
14. Somethin' Else – 3:01 (Sharon Sheeley, Bob Cochran) – Traccia bonus
15. Link Wray – 3:14 (Link Wray, Mark Grant) – Traccia bonus
16. Going Out Theme – 3:42 (Roy Loney, Cyril Jordan, Danny Mihm, George Alexander, Tim Lynch) – Traccia bonus - Versione 1

## Formazione
- Roy Loney - voce solista, chitarra, percussioni
- Cyril Jordan - chitarra solista, voce, chitarra slide, percussioni
- Tim Lynch - chitarra solista, voce, violoncello, percussioni
- Tim Lynch - voce solista (brano: Headin' for the Texas Border)
- George Alexander - basso, percussioni
- Danny Mihm - batteria, percussioni, piano, box, organo

Musicista aggiunto
- Commander Cody - piano (brani: Comin' After Me, Keep a Knockin' e Second Cousin)

Note aggiuntive
- Richard Robinson - produttore
- Registrazioni effettuate nel marzo e aprile del 1970 al Pacific High Studios di San Francisco, California (Stati Uniti)[9]
- Phill Sawyer e Richard Olsen - ingegneri delle registrazioni
- The Flamin' Groovies - arrangiamenti
- Ringraziamenti speciali a: John L. Wasserman e John Zacherie[10]